# Ctenotus strauchii
Espèce
Synonymes
- Lygosoma strauchii Boulenger, 1887

Ctenotus strauchii est une espèce de sauriens de la famille des Scincidae.

## Répartition
Cette espèce est endémique d'Australie. Elle se rencontre dans le Territoire du Nord, au Queensland, en Australie-Méridionale et en Nouvelle-Galles du Sud.

## Liste des sous-espèces
Selon The Reptile Database (4 septembre 2012) :
- Ctenotus strauchii strauchii (Boulenger, 1887)
- Ctenotus strauchii varius Storr, 1981

## Étymologie
Cette espèce est nommée en l'honneur d'Alexander Strauch.

## Publications originales
- Boulenger, 1887 : Catalogue of the Lizards in the British Museum (Nat. Hist.) III. Lacertidae, Gerrhosauridae, Scincidae, Anelytropsidae, Dibamidae, Chamaeleontidae. London, p. 1-575 (texte intégral).
- Storr, 1981 : Ten new Ctenotus (Lacertilia: Scincidae) from Australia. Records of the Western Australian Museum, vol. 9, no 2, p. 125-146 (texte intégral).